# Val-Joli
Val-Joli è un comune del Canada, situato nella provincia del Québec, nella regione di Estrie.